# Dồm Cang
Dồm Cang là một xã thuộc huyện Sốp Cộp, tỉnh Sơn La, Việt Nam.

## Địa lý
Xã Dồm Cang nằm ở phía Tây huyện Sốp Cộp, có vị trí địa lý:
- Phía bắc giáp huyện Sông Mã
- Phía đông giáp xã Sốp Cộp
- Phía nam giáp xã Nậm Lạnh
- Phía tây giáp xã Mường Lèo.

Xã Dồm Cang có diện tích 79,77 km², dân số năm 2019 là 4.454 người, mật độ dân số đạt 56 người/km².

## Hành chính
Xã Dồm Cang được chia thành 11 bản: Nà Khá, Cang, Huổi, Yên Dồm, Huổi Dồm, Tốc Lìu, Men, Pặt Pháy, Pá Hốc, Lọng Phát, Huổi Nó. 